# Malik Johnson
Malik Johnson (Richmond, 25 gennaio 1997) è un cestista statunitense.